# Opernlänge
Opernlänge ist ein Begriff, der verwendet wird, um die Länge der Kleidung selbst oder der Accessoires in der Damenmode anzugeben. Der Ausdruck wird auf Folgendes angewendet:
- Halskette[2][3]
- Handschuh (Abendhandschuh)

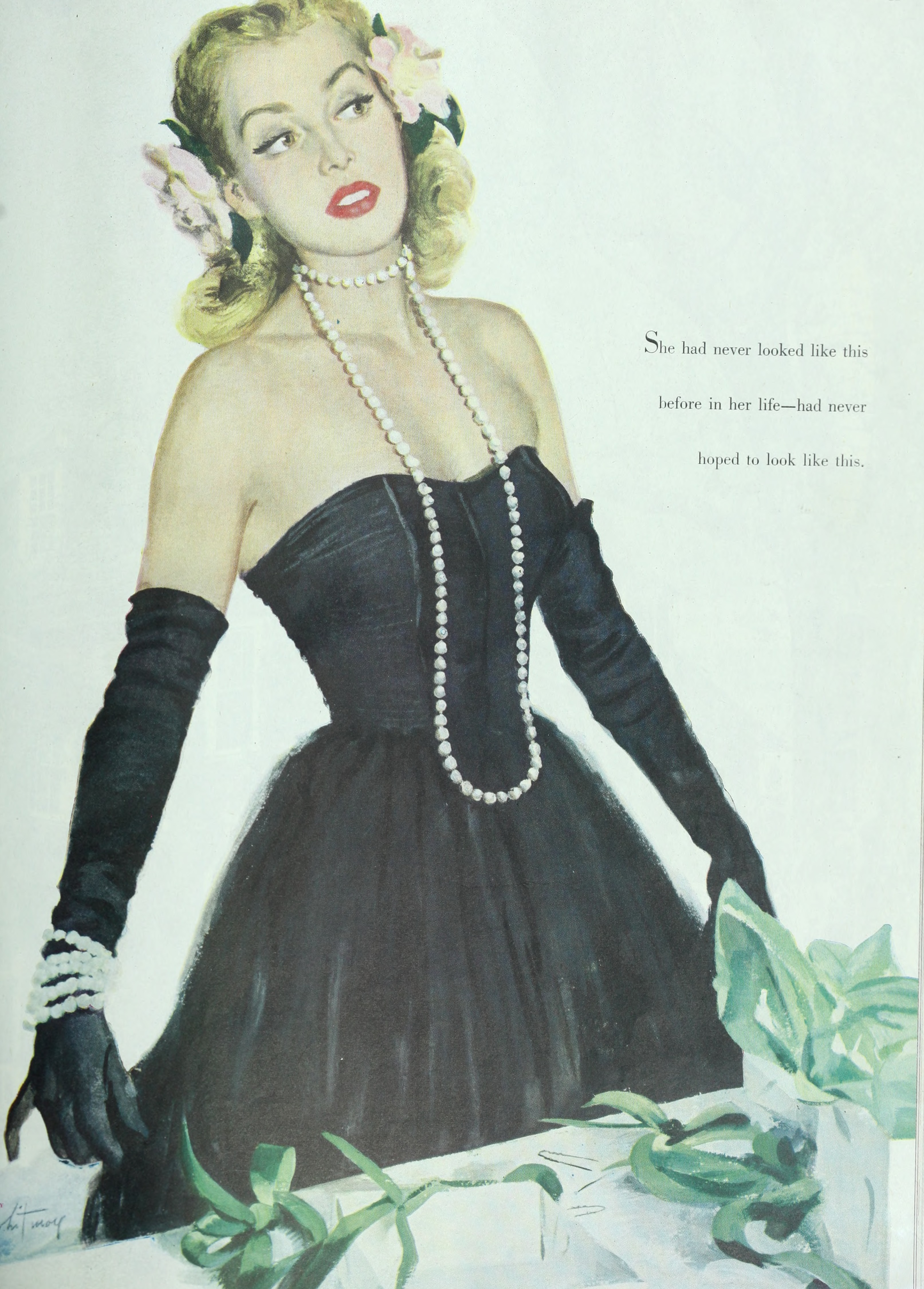
Halskette und Handschuhe in Opernlänge, The Ladies’ Home Journal, 1948

Es gibt sie in verschiedenen Längen, von kurz bis lang, aber die, deren Längeneinteilung als „Oper“ dargestellt wird, bedeutet oft die längste von ihnen.
Die Oper ist eine typische darstellende Kunst der westlichen Kultur. Die Beziehung zwischen ihr und „Opernlänge“ ist unbekannt. Frauen, die auf Opernbällen die Hauptrolle spielen, tragen jedoch traditionell lange Halsketten und lange Handschuhe. Das Wort „Opernlänge“ wird für diese Längen verwendet.
 